# Raiffeisenbrücke
Die Raiffeisenbrücke ist eine Brücke über den Rhein zwischen den Städten Neuwied und Weißenthurm. Sie ist Teil der Bundesstraße 256. Wegen des seinerzeit neuen Bau- und Verschiebeverfahrens galt sie als technische Spitzenleistung.
Die Brücke ist sechsstreifig ausgebaut, wobei auf beiden Seiten der rechte Fahrstreifen als Beschleunigungs- und Abbiegerstreifen dient. Zusätzlich gibt es auf beiden Seiten jeweils einen gemeinsamen Geh- und Radweg. Über die Brücke verkehren täglich bis zu 35.000 Kraftfahrzeuge.
Benannt ist die Rheinbrücke nach dem Heddesdorfer Bürgermeister, Genossenschaftsgründer und Sozialreformer Friedrich Wilhelm Raiffeisen.

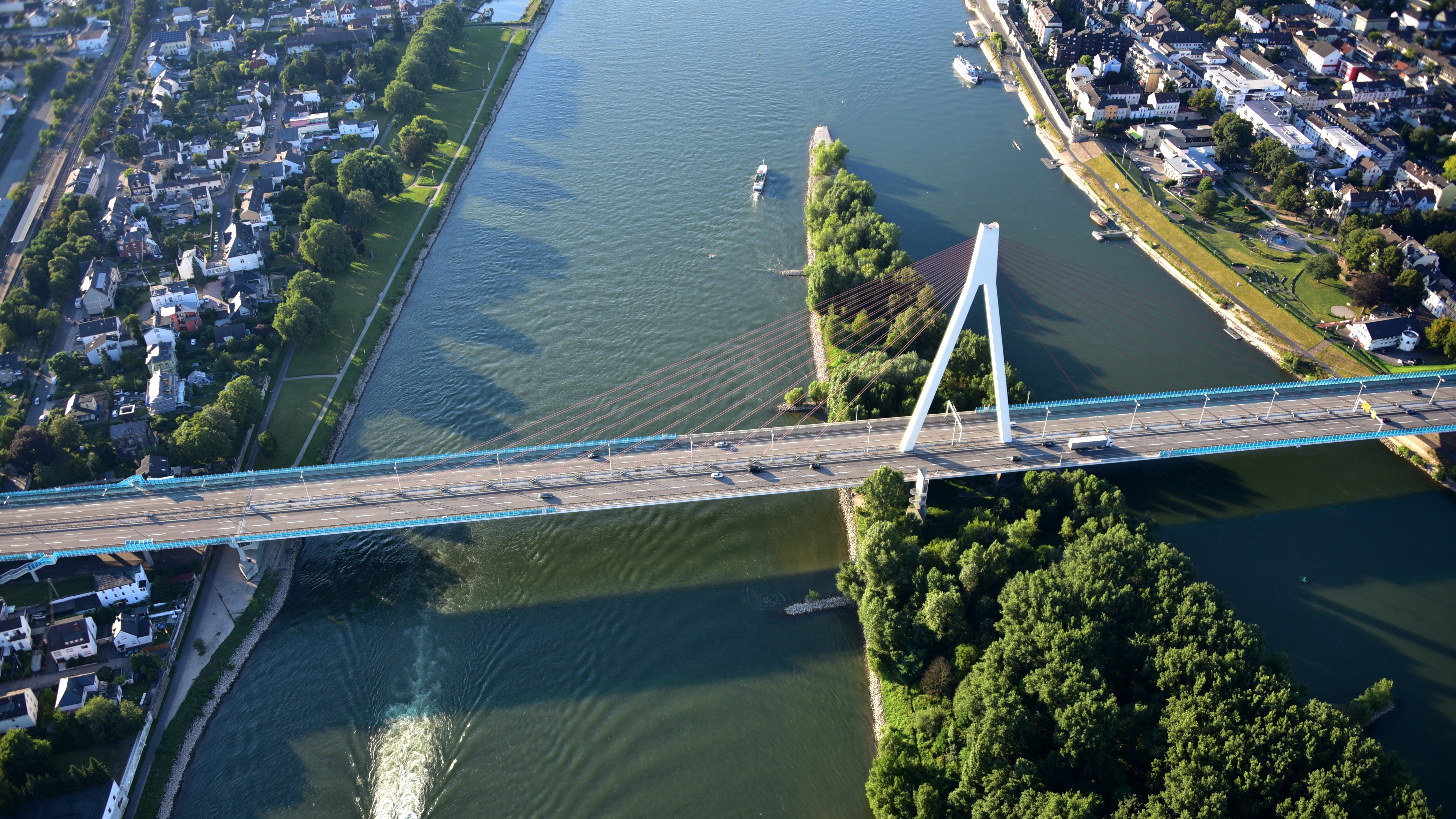
Raiffeisenbrücke, Luftaufnahme (2016)

## Vorgängerbrücken

### Caesars Rheinbrücke
Der römische Feldherr Gaius Iulius Caesar ließ im Jahr 55 v. Chr. in der Nähe der heutigen Raiffeisenbrücke eine feste Holzbrücke über den Rhein bauen, um eine Strafexpedition gegen die Germanen auf rechtsrheinischem Gebiet durchführen zu können. Caesar beschrieb den Verlauf des Krieges in seinem klassischen Werk De bello Gallico und hinterließ damit auch eine Beschreibung dieser technischen Leistung. Im Jahre 1885 wurden im Rhein bei Neuwied mit einem Bagger Eichenpfähle aus dem Fluss geborgen, deren Alter auf Mitte des 1. Jahrhunderts v. Chr. bestimmt werden konnten. Zwei Jahre später (53 v. Chr.) wiederholte Caesar die Rheinüberquerung. Diese Brücke befand sich vermutlich in der Nähe der heutigen Urmitzer Eisenbahnbrücke.

### Pionierbrücken
Kurzlebige Pionierbrücken halfen 1673 Marschall Henri de La Tour d’Auvergne, vicomte de Turenne und 1743 einem englisch-holländischen Heer und dann zwischen 1795 und 1797 den französischen Revolutionstruppen hier über den Rhein. 1817 wurde eine „Fliegende Brücke“ als Gierponte errichtet.

### Erste Straßenbrücke über den Rhein

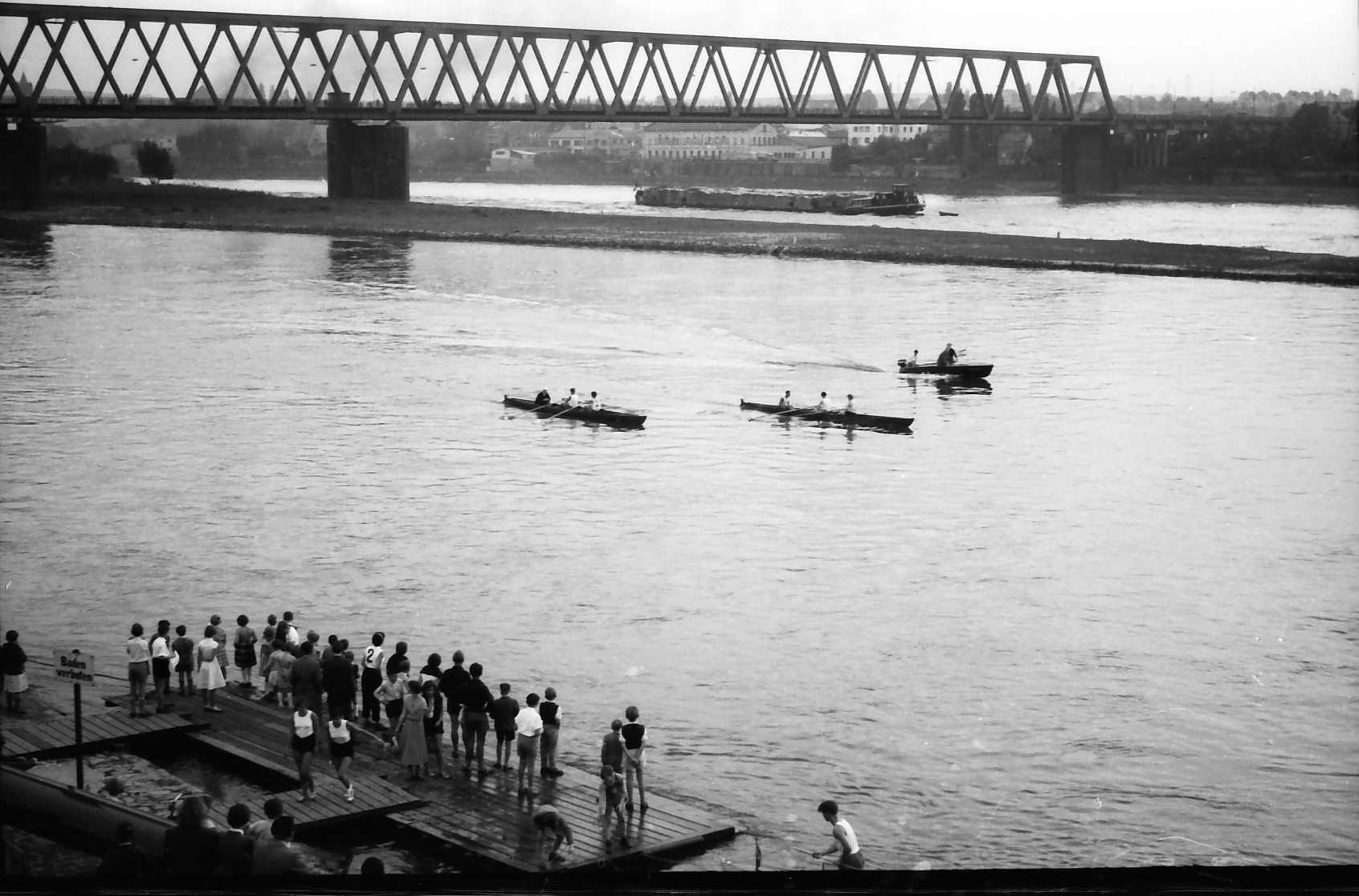
Die alte Neuwieder Rheinbrücke (1935–1978)

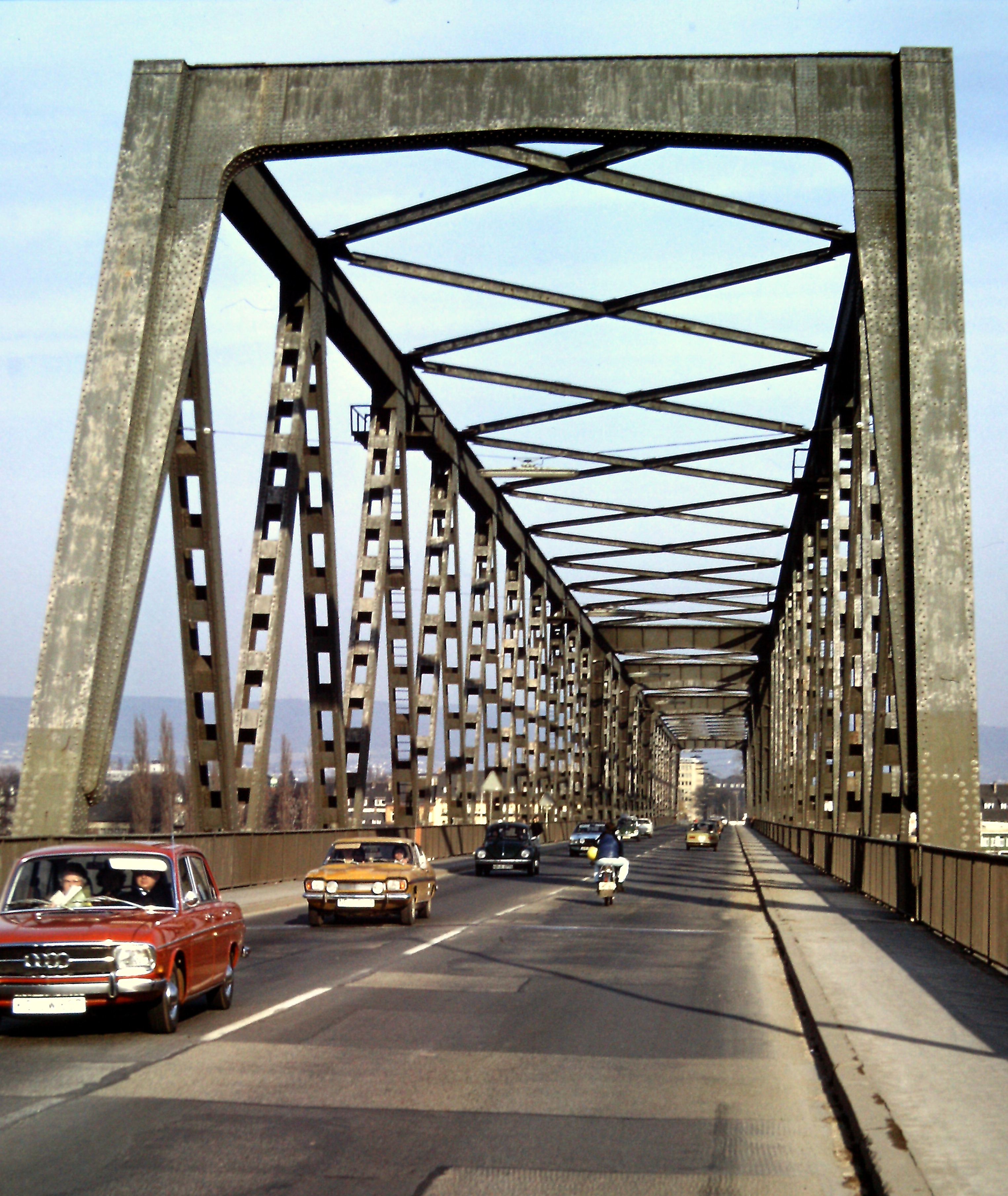
Die alte Neuwieder Rheinbrücke 1975

In den 1880er Jahren gab es erste Überlegungen zum Bau einer festen Brücke über den Rhein. Im Jahr 1887 erstellte Anton Gutacker, der auch die Irlicher Eisenbahnbrücke über die Wied erbaute, einen ersten Entwurf. 1925 wurde ein Verein zur Förderung des Brückenbaus gegründet, um die Planungen voranzutreiben. Zu einem im Jahr 1933 ausgeschriebenen Wettbewerb gingen 33 Entwürfe ein; am 21. März 1934 wurde der Grundstein gelegt und am 3. November 1935 die Brücke ihrer Bestimmung übergeben. Die Brücke erhielt nach ihrem Taufpaten den Namen Hermann-Göring-Brücke. Der 686 m lange Brückenzug hatte eine 8,5 m breite Fahrbahn für einen Fahrstreifen je Richtung sowie beidseitig 2,0 m breite Gehwege. An Brückenhäuschen an den beiden Enden musste Brückengeld gezahlt werden. Im Zweiten Weltkrieg wurde die Brücke am 16. Januar 1945 von B-26 Marauder der 9th Air Force bombardiert. Daraufhin brach sie zusammen und blockierte die Wasserstraße Rhein.

#### Konstruktion
Die Strombrücke war eine pfostenlose, stählerne Strebenfachwerkkonstruktion mit unten liegender Fahrbahn und dem Durchlaufträger als Bauwerkssystem in Längsrichtung. Sie wies bei einer Gesamtlänge von 456,91 m drei Öffnungen mit Stützweiten von 178,75 m, 66,00 m und 212,16 m auf. Die 0,5 m breiten Fachwerkhauptträger hatten bei einem Achsabstand von 13,5 m eine Systemhöhe von 16,0 m. Der Stahlbau wog 3700 t. Die Brücke war auf vier massiven Pfeilern gelagert, die im Strombereich 20,5 m Breite, 4,5 m Dicke und 13,5 m Höhe aufwiesen. Gegründet wurde auf gewachsenem Kies mit Unterwasserbeton in offenen Baugruben. Die Fachwerkbrücke wurde teilweise auf hölzernen Hilfspfeilern und teilweise im Freivorbau errichtet.

### Notbrücken und Wiedererrichtung
Bereits im Juni 1945 errichteten die Amerikaner eine Notbrücke, die bei einem gewaltigen Eisgang im Februar 1947 vollständig zerstört wurde. Die französischen Besatzer bauten 1949 aus den geborgenen Stahlteilen der 1945 eingestürzten Brücke eine 1951 fertiggestellte Brücke. In den 1960er Jahren kam der Neubau auf die Dringlichkeitsliste des Bundes. Im August 1977 wurde die alte Brücke demontiert.

## Bau der Raiffeisenbrücke

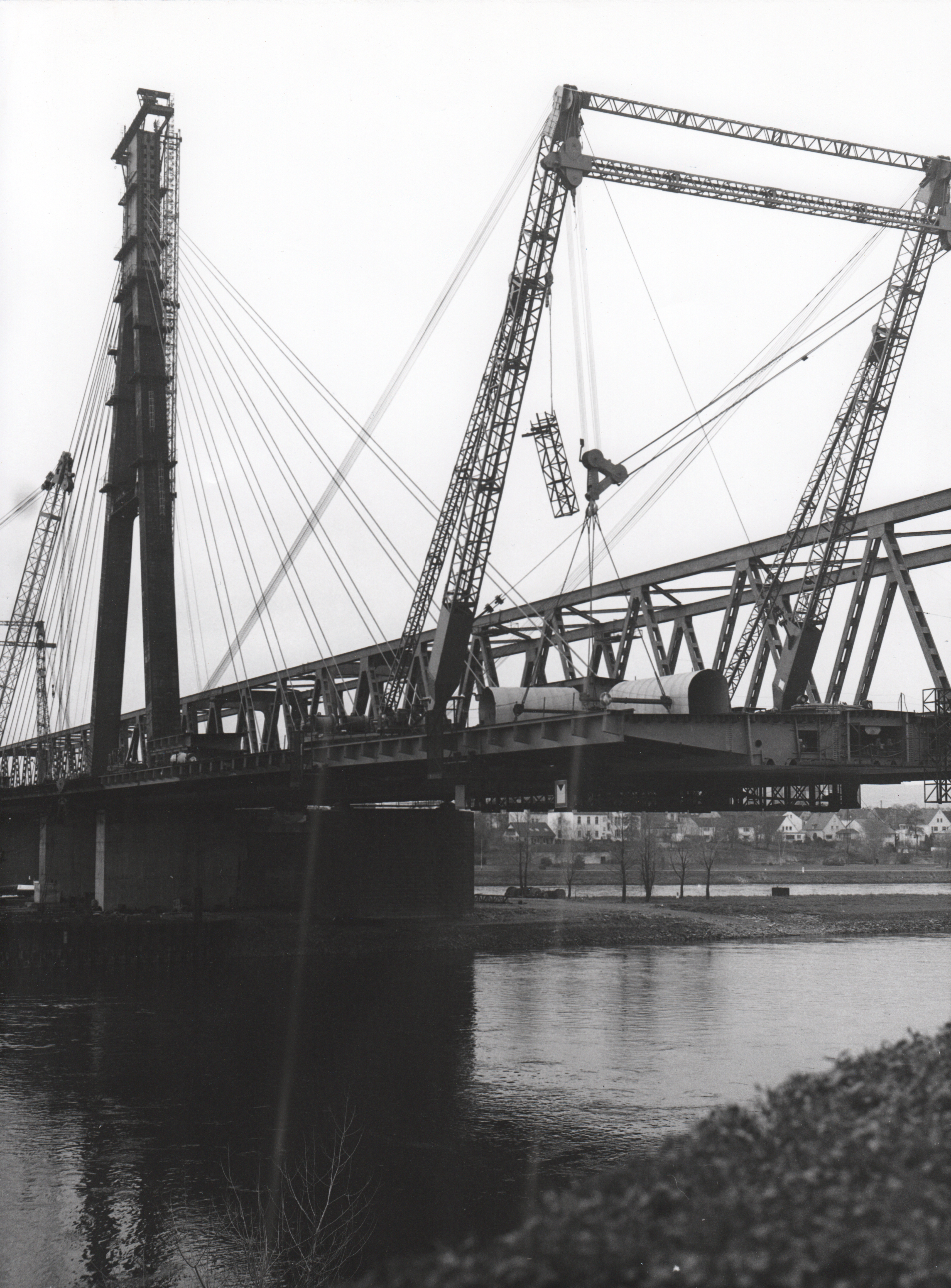
Bauarbeiten an der Raiffeisenbrücke (undatiert)

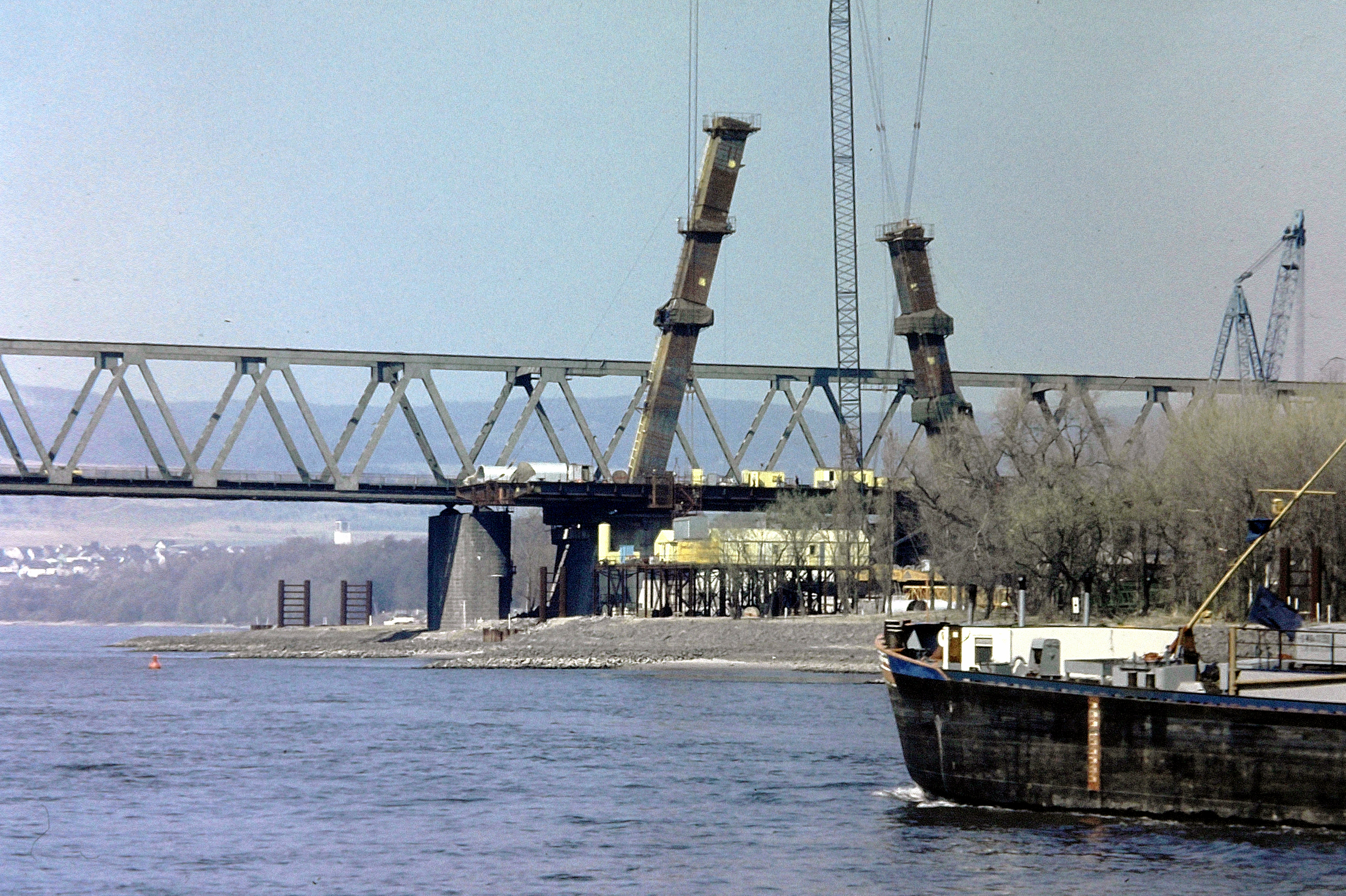
Montage des Pylons, April 1976

Dem Neubau der Rheinbrücke ging eine mehrjährige Planung voraus, bei der es auch um die Frage des Standorts ging. Eine der Überlegungen war, dass im Süden von Neuwied eine neue Brücke (Südbrücke) gebaut werden und die alte als Stadtbrücke bestehen bleiben sollte. Als Bauzeit waren vier Jahre vorgesehen, eine so lange Unterbrechung der Straßenverbindung über den Rhein hätte zu erheblichen Verkehrsproblemen geführt, weil die nächsten Brücken rheinaufwärts im rund 10 km entfernten Bendorf und rheinabwärts im rund 50 km entfernten Bonn lagen, beide rechtsrheinisch nur über die Bundesstraße 42 zu erreichen waren. Diese Bundesstraße ging seinerzeit noch durch die teilweise engen Orte entlang des Rheins und bestand überwiegend aus Kopfsteinpflaster. So entschloss man sich, die neue Brücke direkt neben der während der Bauzeit weiterhin benutzten alten Brücke zu bauen und später zu verschieben. Der Entwurf der Brücke stammt von Hellmut Homberg.
Der Spatenstich neben dem Neuwieder Brückenkopf erfolgte am 27. Juni 1974. An den Feierlichkeiten nahmen der rheinland-pfälzische Wirtschaftsminister Heinrich Holkenbrink, Staatssekretär Kurt Jung vom Bundesverkehrsministerium sowie die Spitzen der Städte Neuwied und Weißenthurm teil.

### Pfeiler und Vorlandbrücken
Die Pylonpfeiler auf der Insel Weißenthurmer Werth wurden mit nur 38 m Achsabstand zwischen den Inselpfeilern der Alten Brücke errichtet. Die stromaufwärts reichende, nur für die Bauzeit dienende Verlängerung wurde nach Fertigstellung der Brücke wieder abgerissen. Der endgültige Teil unter der alten Brücke wurde bereits mit Quadern verkleidet. Für die Inselpfeiler und die Brückenkopflager an beiden Ufern wurden 21.000 m³ Beton und 1.500 t Bewehrungsstahl benötigt, für die Bauwerke der Vorlandbrücken weitere 32.000 m³ Beton, 2.300 t Bewehrungsstahl und 1.000 t Spannstahl.
Auf der Weißenthurmer Seite wurde eine 525 m lange Vorlandbrücke als Hochstraße auf bis zu 15 m hohen Pfeilern gebaut, um die linksrheinische Bahnstrecke und den alten Streckenverlauf der Bundesstraße 9 zu überqueren. Auf der Neuwieder Seite betragen die Bauwerke der Zubringerstraßen 1,5 km.

### Pylon und Brückenkörper
Für die Pylonmontage wurde ein von Flusspionieren auf die Insel transportierter Autokran eingesetzt, der bis zu 130 m Höhe ausgefahren werden konnte. Auf der ersten Brückenplattform über den beiden Pfeilern wurden die beiden schrägen Pylonstiele hochgezogen, indem vorgefertigte Teile übereinander gesetzt wurden. Mit drei Kopfteilen wurden die Stiele verbunden, der Pylon erreicht eine Höhe von 88 m über der Fahrbahn und 105 m über der Insel. Im Inneren des Pylons führen Treppen mit 216 Stufen zum Pylonkopf, später wurde ein Aufzug eingebaut. Die Seile sind in Pylonnähe 95 m lang und haben einen Durchmesser von 102 mm, die äußersten sind 235 m lang und 119 mm stark. Jedes der 44 Stahlseile (Spiraldrahtseile) kann die Last von 35 vollbeladenen Güterwaggons tragen, insgesamt beträgt die an den Seilen hängende Last 12.000 t.
Der mit Überbau bezeichnete Brückenkörper wurde aus Einzelteilen (Stößen) zusammengesetzt, die im elsässischen Lauterburg vorgefertigt und mit Schiffen angeliefert wurden. Die Stöße hatten ein Gewicht von bis zu 90 t und wurden, nachdem sie mit Kränen an die Brückenenden gehoben waren, mit der wachsenden Brücke verschweißt und an den mit dem Pylon verbundenen Seilen befestigt.

### Verschiebung der neuen Brücke

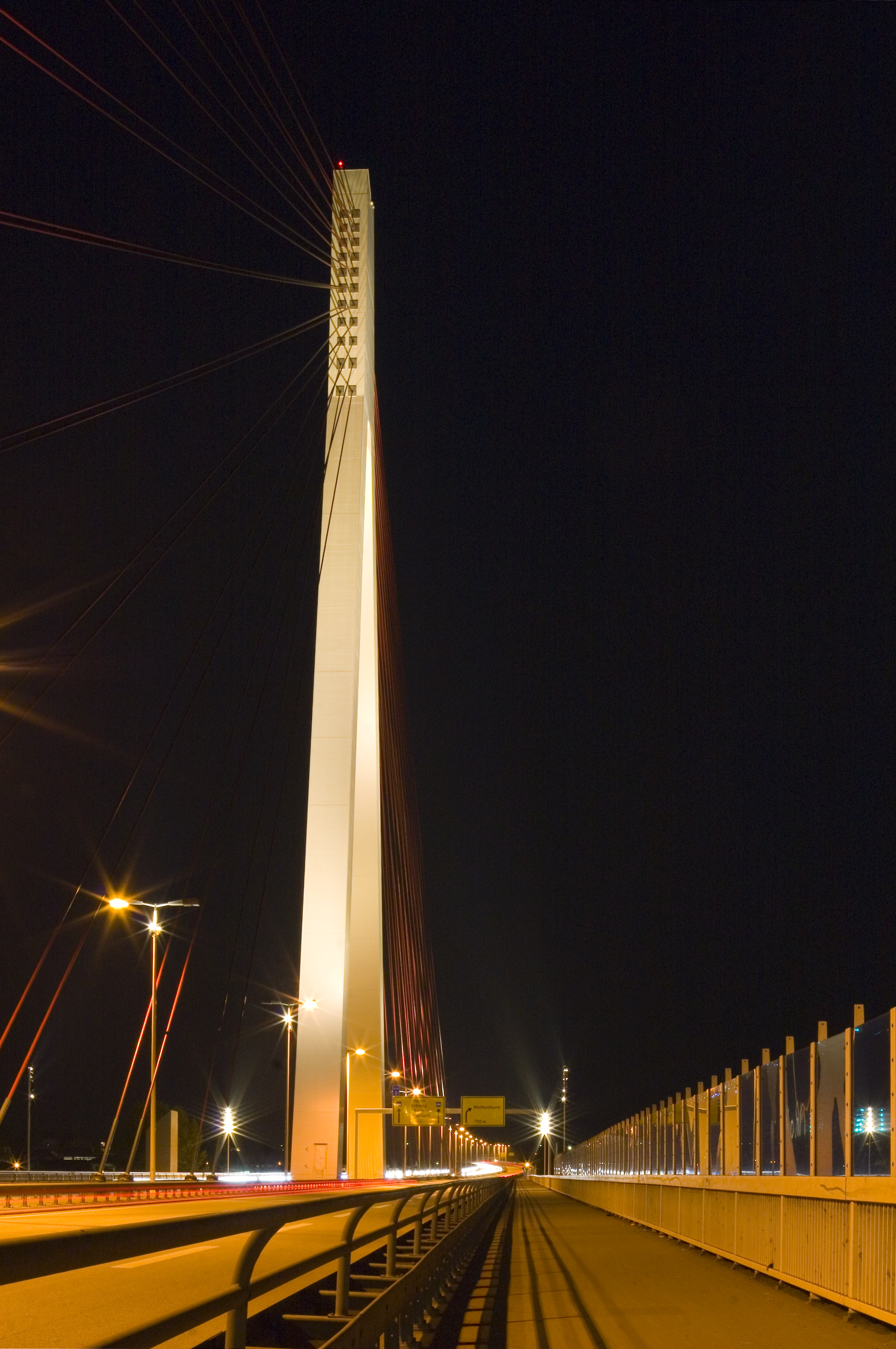
Raiffeisenbrücke bei Nacht

Die Brückenrampe der alten Brücke wurde im Februar 1977 gesprengt, ab Juli konnte der talseitige Doppelfahrstreifen der neuen Brücke dem Verkehr übergeben werden. Die alte Brücke wurde für den Abbruch vorbereitet. Im August wurden auf der Neuwieder Seite 110 m und auf der Weißenthurmer Seite 170 m herausgetrennt, auf Spezialschiffe aus den Niederlanden abgesenkt und auf dem Weißenthurmer Werth abgelegt, wo sie später zerlegt wurden.
Am 18. Februar 1978 wurde die neue Brücke von ihrem Bauplatz an die Stelle der alten Brücke verschoben. Es war die zweite Rheinbrückenverschiebung, nachdem im Jahr zuvor die Oberkasseler Brücke in Düsseldorf verschoben worden war. Die Raiffeisenbrücke wurde dabei um 3 cm angehoben und an den beiden Uferwiderlagern sowie auf den beiden Inselpfeilern auf 1,80 m breiten Polytetrafluorethylen-beschichteten Gleitplatten aus Edelstahl abgesenkt. Durch hydraulische Öldruckpressen mit 200 t Schubkraft wurde die Brücke an 120 Stahldrahtseilen mit einer Geschwindigkeit von 1 mm pro Sekunde in die neue Position gezogen. In 14 Stunden wurde die Brücke um 16,25 m rheinabwärts und in ihre endgültigen Position, genau in der Achse der Vorgängerin, bewegt. Die Gleitplatten wurden nach einem erneuten Anheben entfernt. Abschließend waren noch verschiedene Restarbeiten erforderlich, u. a. mussten 60.000 m² Farbe aufgetragen werden.
Am 28. September 1978 wurde die Brücke nach vierjähriger Bauzeit offiziell dem Verkehr übergeben. Die Kosten für die Rheinbrücke betrugen etwa 60 Millionen DM, für die Vorlandbrücken ungefähr 70 Millionen DM.

## Technische Daten
- Schrägseilbrücke in Stahlbauweise
- Höhe des Pylons: 91,77 m (88 m über der Fahrbahn)
- Anzahl der Seile: 44 (22 auf jeder Seite)
- Länge der Hauptbrücke: 485 m
- Stützweiten: 235 m – 38 m – 212 m
- Lichte Höhe über dem Rhein: 17,70 m
- Höhe des Stahlüberbaus: 2,42 bis 2,80 m